# Gladys Eusebio
Gladys Eusebio es una karateca peruana. Compitió en el Campeonato Mundial de Múnich en 2000 obteniendo el tercer lugar en fumite feminino de -53 kg.

## Palmarés
| Año  | Competición                  | Lugar              | Medalla           | Categoría     | Ref.  |
| ---- | ---------------------------- | ------------------ | ----------------- | ------------- | ----- |
| 1999 | Juegos Panamericanos         | Winnipeg ( Canadá) | Medalla de plata  | Kumite –53 kg |       |
| 2000 | Campeonato Mundial           | Múnich ( Alemania) | Medalla de bronce | Kumite –53 kg | [ 3 ] |
| 2008 | XXII Panamericanos de Karate | Venezuela          | Medalla de oro    | Kumite –53 kg | [ 4 ] |